# Сесилия Френска
Сесилия Френска (1097 – 1145) е френска принцеса, която става графиня на Триполи. Дъщеря на френския крал Филип I и Бертраде дьо Монфор.
Първият ѝ брак е уреден, докато принц Бохемунд I от Антиохия посещава френския двор през 1104 г., търсейки подкрепа срещу византийския император Алексий I Комнин. Тя отплава за Антиохия в края на 1106 г. и става господарка на Тарс и Мамистра в Киликийска Армения. Омъжва се за принц Танкред Галилейски, регент на Антиохия, в края на 1106 г. 
На смъртния си одър през 1112 г. Танкред накарал Понс от Триполи да обещае да се ожени за Сесилия, а на нея дал крепостите Аркум и Ругия като зестра. Те се женят по-късно същата година. През 1133 г. Понс е обсаден в замъка си Монферан от Имад ад-Дин Зенги, атабег на Мосул, и Сесилия се обръща към полубрат си, крал Фулк Йерусалимски, с молба да му се притече на помощ. Зенги прекратява обсадата,[поясни] но по време на втора обсада през 1137 г. Понс е заловен и убит. Синът на Сесилия и Понс, Раймон II, го наследява. Сесилия умира около 1145 г.